# 纳特·塞耶
纳特·塞耶（英語：Nate Thayer，1960年4月21日—2023年1月3日），美國自由撰稿人，其新闻专注于国际组织犯罪、毒品贩运、人权和军事冲突领域。他以《远东经济评论》的柬埔寨记者的身份采访赤柬領導人波尔布特而闻名。塞耶的父親是外交官宋賀德，曾任美國駐新加坡大使及美國在台協會台北辦事處長。